# (34588) 2000 TL
2000 TL (asteroide 34588) é um asteroide da cintura principal. Possui uma excentricidade de 0.16987790 e uma inclinação de 11.81088º.
Este asteroide foi descoberto no dia 2 de outubro de 2000 por Charles W. Juels em Fountain Hills.